# Gurdtjärnen
Gurdtjärnen är en sjö i Storumans kommun i Lappland och ingår i Umeälvens huvudavrinningsområde. Sjön har en area på 0,187 kvadratkilometer och ligger 646,3 meter över havet. Gurdtjärnen ligger i Vindelfjällen Natura 2000-område.

## Delavrinningsområde
Gurdtjärnen ingår i det delavrinningsområde (728486-150548) som SMHI kallar för Mynnar i Laukabäcken. Medelhöjden är 717 meter över havet och ytan är 3,8 kvadratkilometer. Det finns inga avrinningsområden uppströms utan avrinningsområdet är högsta punkten. Vattendraget som avvattnar avrinningsområdet har biflödesordning 4, vilket innebär att vattnet flödar genom totalt 4 vattendrag innan det når havet efter 345 kilometer. Avrinningsområdet består mestadels av skog (93 procent). Avrinningsområdet har 0,19 kvadratkilometer vattenytor vilket ger det en sjöprocent på 4,9 procent.